# Misia Sert
Misia Sert, Misia Godebska, Misia Natanson, Maria Zofia Olga Zenajda Godebska, (ur. 30 marca 1872 w Sankt Petersburgu, zm. 15 października 1950 w Paryżu) – polsko-francuska protektorka artystów. 
Córka rzeźbiarza Cypriana Godebskiego i Zofii Servais, zawodowej wiolonczelistki, córki belgijskiego wiolonczelisty Adrien-François Servais. Ponieważ matka jej zmarła przy porodzie, Maria wychowywała się u babki w pobliżu Brukseli. Otrzymała staranne wykształcenie, uczyła się gry na fortepianie.
Następnie zamieszkała w Paryżu u ojca i jego drugiej żony Matyldy z domu Rosen de la Frenaye, którzy umieścili ją na kilka lat w klasztorze Sacré-Cœur, skąd w wieku czternastu lat uciekła do Londynu. W rok później w wieku piętnastu lat powróciła do Paryża i wyszła za mąż za Tadeusza Natansona, jednego z trzech braci, założycieli La Revue blanche.
Jej dom stał się miejscem spotkań wybitnych artystów, jak Henri de Toulouse-Lautrec, Pierre-Auguste Renoir i Pierre Bonnard, później też Pablo Picasso. Poznała pisarzy, m.in. Emila Zolę, Marcela Prousta, André Gide, Jeana Cocteau i Mallarmé, kompozytorów Debussy’ego, Maurice Ravela,  i Igora Strawinskiego. Do grona przyjaciół zaliczała też kreatorów mody, jak Coco Chanel.
W roku 1905 wyszła po raz drugi za mąż za milionera Alfreda Edwardsa, wydawcę dziennika „Le Matin”, w roku 1908 została kochanką hiszpańskiego malarza José Maria Sert y Badia, którego poślubiła w 1920 roku.  W 1927 roku mężczyzna za jej zgodą ożenił się z Gruzinką Izabelą Mdiwani.
Marcel Proust i Jean Cocteau uwiecznili ją w literaturze, Pierre-Auguste Renoir, Henri de Toulouse-Lautrec, Félix Vallotton, Pierre Bonnard i Édouard Vuillard w malarstwie.

## Portrety

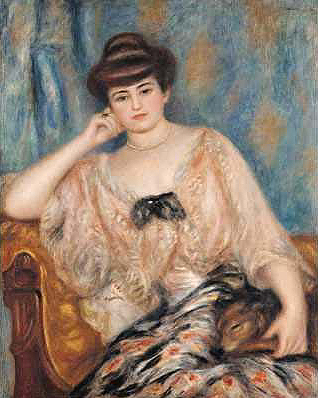
Renoir
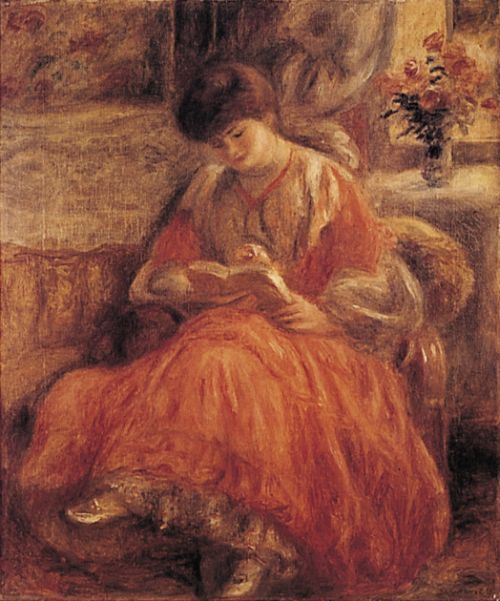
Renoir
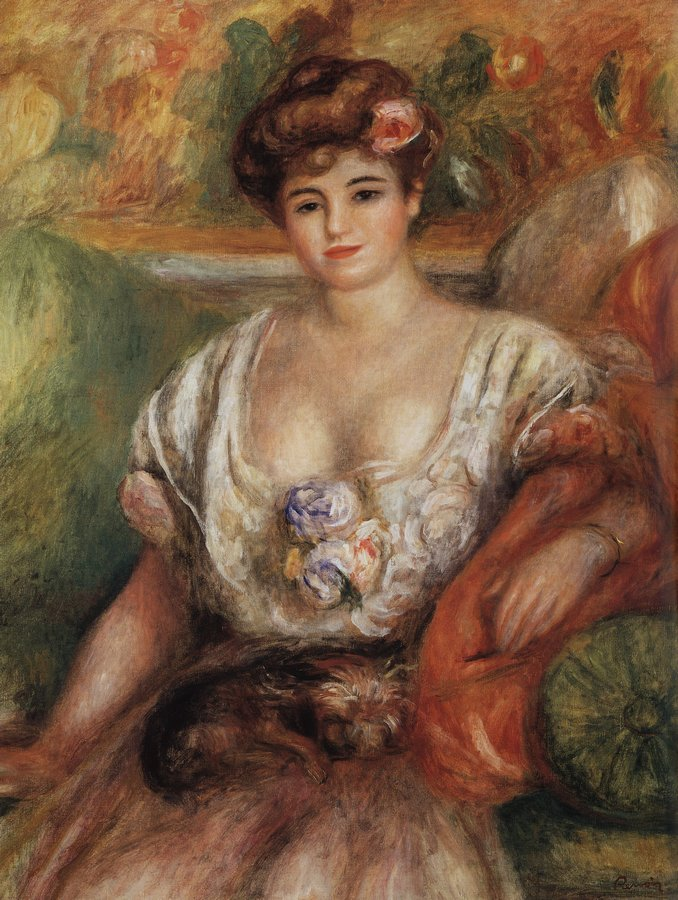
Renoir
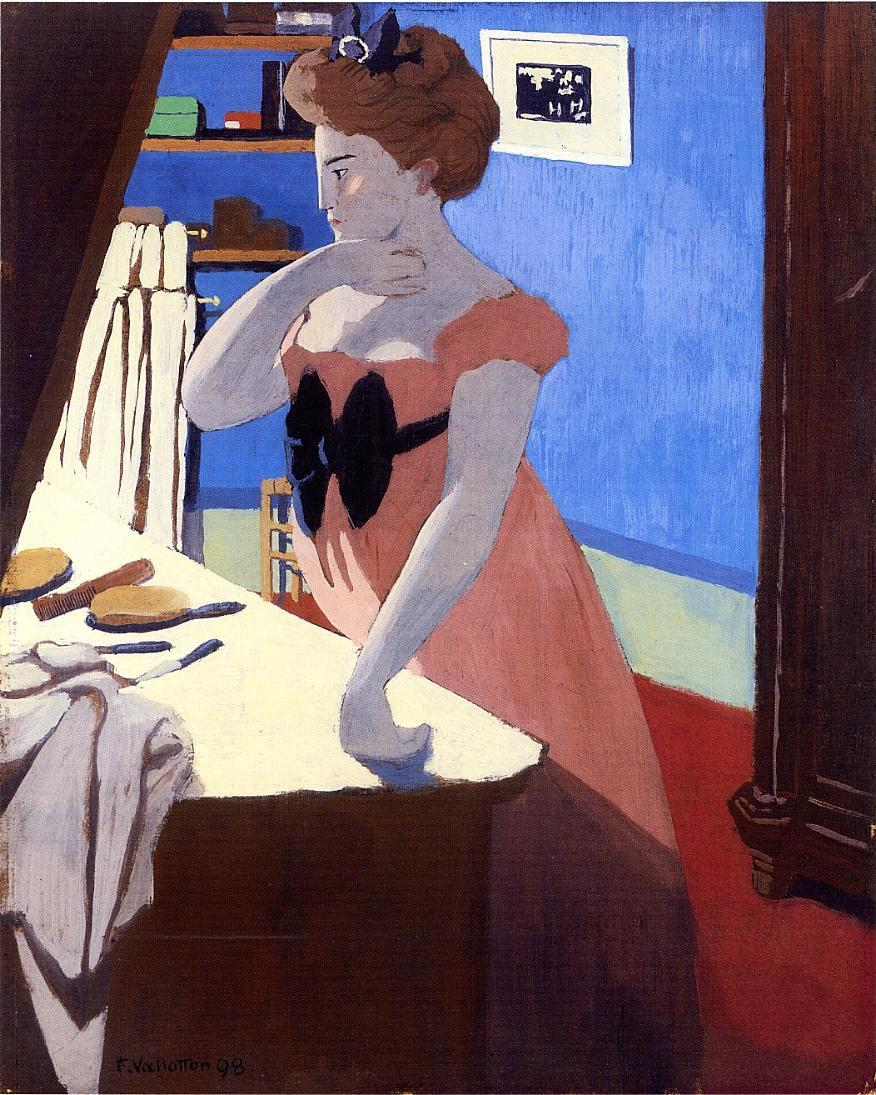
Vallotton
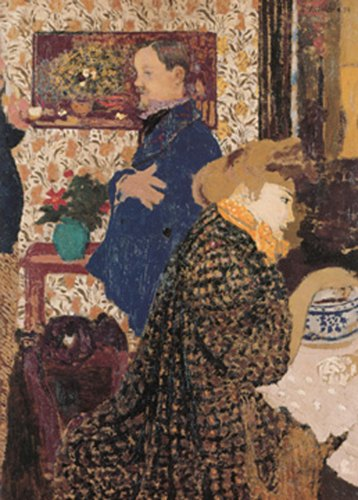
Vuillard
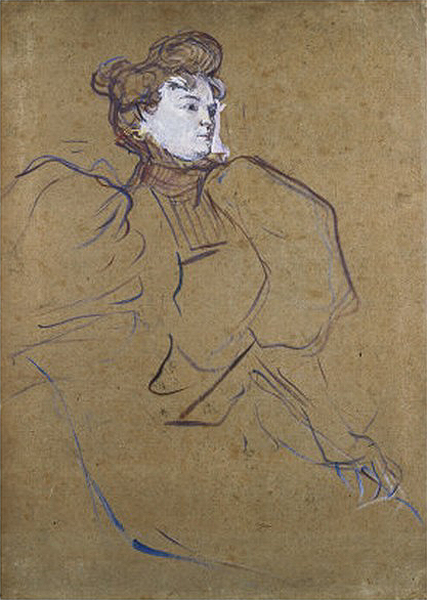
Toulouse-Lautrec
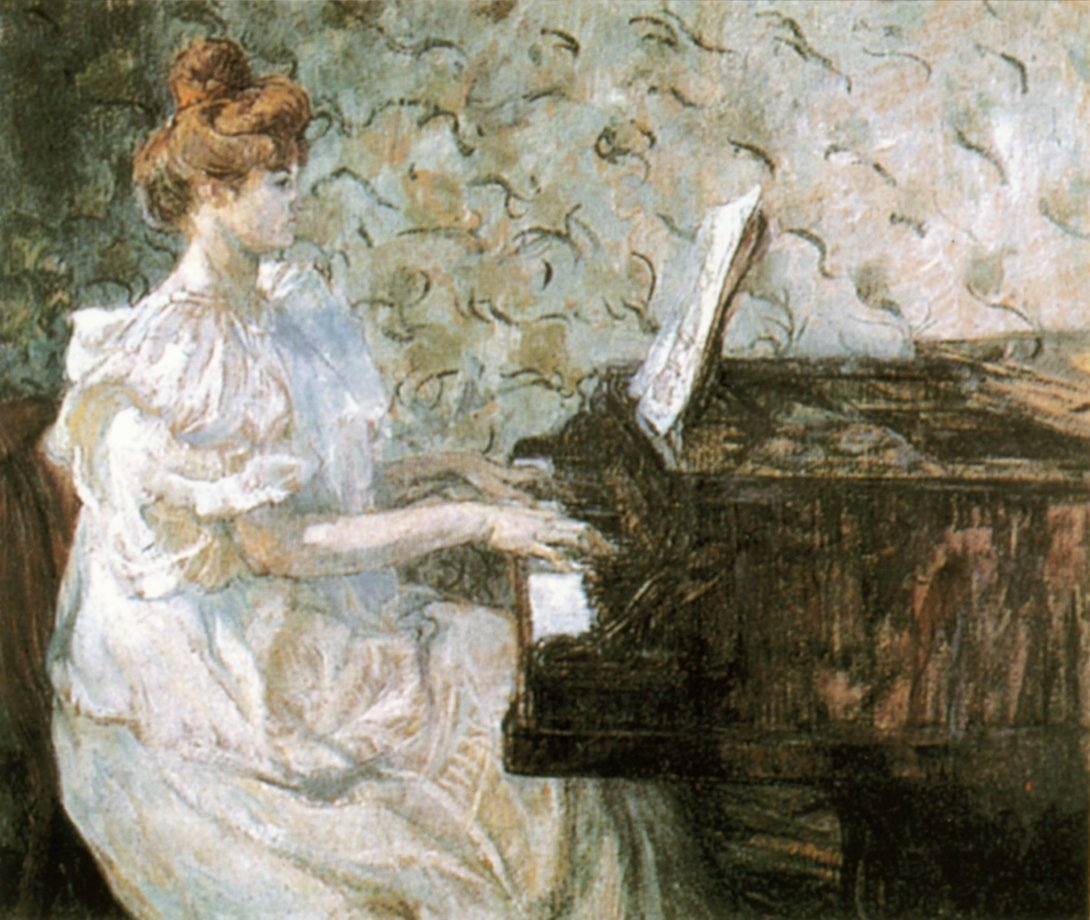
Toulouse-Lautrec
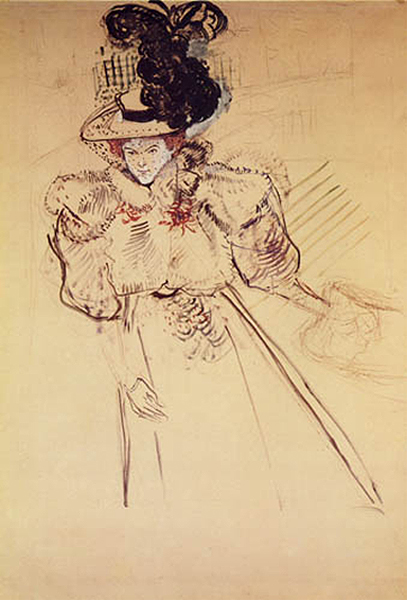
Toulouse-Lautrec